# Joos Ulrich Heintz
Joos Ulrich Heintz (27 de octubre de 1945, Zúrich, Suiza-3 de octubre de 2024, Buenos Aires, Argentina) es matemático y doctor en Filosofía por la Universidad de Zúrich. Además se formó como antropólogo cultural en la misma casa de estudios y como especialista en lenguas turcas y cultura Sefaradí en Alemania. Es reconocido por la creación y dirección en Buenos Aires (Argentina)  del grupo de trabajo “Noaï Fitchas”, cuyos aportes en álgebra conmutativa y geometría algebraica impulsaron una corriente internacional de investigación en cuestiones de complejidad de cálculo simbólico. En el campo de la computación teórica Heintz fue pionero en el uso de circuitos como estructuras de datos y es reconocido como una autoridad en técnicas de cotas inferiores de complejidad para la evaluación de polinomios.
En Argentina, donde reside desde mediados de la década del ochenta, llegó a la categoría de Investigador Superior en el Consejo Nacional de Investigaciones Científicas y Técnicas (Conicet). Desde 2014 se desempeña como profesor emérito de la Facultad de Ciencias Exactas y Naturales de Universidad de Buenos Aires.

## Biografía
Luego de vivir en diversas ciudades de Suiza, en Zagreb (Yugoslavia) y en Frankfurt (Alemania), se instaló en la Argentina en 1987 junto a su mujer, la artista plástica Ana Godel. Desde entonces y hasta 2012 dividió su tarea académica entre Buenos Aires y Santander (España), en donde fue catedrático de la Universidad de Cantabria. Además realizó estadías esporádicas en Francia, Italia, Alemania Oriental, Unión Soviética y Marruecos, a donde concurrió como docente o investigador invitado.
En 2002 comenzó a trabajar junto a Lidia Quinteros, quien en su momento lideró a los/as cartoneros/as del Tren Blanco. Con ella llevó adelante una escuela para hijos/as de cartoneros en la localidad bonaerense José León Suárez y en 2008 se hicieron cargo de una de las plantas recicladoras de residuos sólidos urbanos que funcionan en la Coordinación Ecológica Área Metropolitana Sociedad del Estado (Ceamse), donde trabajan alrededor de sesenta personas. Fue cartonero acreditado por el gobierno de la ciudad de Buenos Aires hasta 2007.

## Formación
Realizó la licenciatura en Matemáticas en la Facultad de Filosofía II de (Ciencias Exactas) de la Universidad de Zúrich. En la misma casa de estudios hizo un doctorado en Filosofía con orientación matemática, cuya tesis estuvo dirigida por Volker Strassen. Posteriormente alcanzó una Habilitación con Venia Lengendi en Ciencias Matemáticas en la Facultad de Matemáticas de la Universidad J.W. von Goethe, Frankfurt/Main.
También estudió Filosofía y Antropología Cultural en la Universidad de Zürich, y Turcología y Cultura Sefardí en la Universidad de Frankfurt.
Además aprendió más de una decena de idiomas: alemán, castellano, francés, inglés, italiano, ruso, croata, turco, tártaro, azerbaiyano, chino mandarín, latín y griego.

## Trayectoria profesional
Su obra científica contiene contribuciones en los siguientes campos de la matemática pura y aplicada, de la informática teórica y práctica, de la filología (lingüística) y de la antropología cultural: geometría algebraica clásica, geometría semialgebraica, geometría y aproximación diofántica, álgebra conmutativa y no conmutativa (álgebras asociativas y de Lie), lógica, optimización continua y discreta, computación simbólica y seminumérica, teoría de bases de datos continuas (constraint databases), complejidad algebraica, ingeniería de software, lingüística comparativa de los idiomas turcos y antropología social de estructuras sociales y valores en general y del pauperismo en particular.
Heintz trabajó principalmente en teoría de complejidad algebraica y en geometría algebraica y semialgebraica computacionales. Para este fin desarrolló con sus colaboradores instrumentos matemáticos varios como por ejemplo la Desigualdad de Bezout o el primer Teorema de Ceros Efectivo en característica arbitraria. Este tipo de resultados le permitían a él y a sus colaboradores de adaptar la teoría de eliminación de Kronecker a las exigencias de complejidad de la álgebra computacional moderna y de demostrar que todos problemas geométricos (no algebraicos) computacionales razonables pueden ser resueltos en espacio de memoria polinomial (PSPACE). Más tarde extendió estos resultados de complejidad a sistemas polinomiales de entrada dados por circuitos aritméticos. El resultado final era un algoritmo de eliminación probabilístico que era óptimo en el peor de los casos y que tenía la propiedad adicional de poder reconocer sistemas de entrada “fáciles de resolver”. Este algoritmo fue implementado más tarde por Grégoire Lecerf. Finalmente, Heintz y sus colaboradores han probado bajo hipótesis débiles y naturales que la complejidad computacional de los problemas de eliminación es inevitablemente exponencial en el peor caso, independientemente de la estructura de datos elegida.
Heintz aplicó sus resultados y métodos a optimización polinomial entera y a los fundamentos de la ingeniería de software.
En 1987 creó el grupo de trabajo Noaï Fitchas, cuyos aportes en álgebra conmutativa y geometría algebraica computacional impulsaron una corriente internacional de investigación en cuestiones de complejidad de cálculo simbólico. Luego el grupo creó el proyecto internacional TERA (Turbo Evaluation and Rapid Algorithms) con colaboradores en varios universidades e instituciones científicas como la Universidad de Buenos Aires, el Consejo Nacional de Investigaciones Científicas y Técnicas de Argentina, la Universidad de Niza, la Escuela Politécnica de París, la Universidad de Cantabria (España) y la Universidad Humboldt en Berlín. En ese contexto desarrolló “Kronecker” un software basado en los resultados matemáticos innovadores del grupo,  que sirve para resolver ecuaciones polinomiales de manera eficiente. La aplicación de esta tecnología sirve, por ejemplo, para optimizar el manejo de imágenes digitales. Se espera que este tipo de aplicaciones se pueda utilizar en robótica, diseño asistido por computadoras, telecomunicaciones y criptografía.

## Investigación en Filología y Ciencias Sociales
Desarrolló una semántica no modal (libre de antinomias) para la lógica deóntica como herramienta para el estudio de sistemas de valores en antropología cultural.
Fue colaborador científico del “Arbeitsgruppe Soziale Infrastruktur" (Grupo de Trabajo de Infraestructura Social), en la Fakultät für Gesellschaftswissenschaften de la J. W. von Goethe Universität (Frankfurt/Main).
Por otra parte, realizó investigación en el campo de la otomanística, lingüística social y comparativa de los idiomas turcos. El resultado principal del trabajo en lingüística comparativa fue un modelo simple y exacto para la descripción de la estructura de superficie de la fonología y morfología de idiomas turcos, respetando criterios diacrónicos de su desarrollo lingüístico. El resultado principal identifica la morfología y fonología de idiomas turcos como lenguajes regulares. Para la misma época en que Heintz desarrollaba estas investigaciones, el lingüista finlandés Kimmo Koskenniemi trabajaba en una teoría equivalente que hoy en día se llama “Two Level Morphology”.
En 2004 retoma sus investigaciones en antropología cultural y realiza investigación comparativa  (cross - cultural análisis) de mentalizaciones del pauperismo, enfocando en sistemas de valores y generación de tradiciones.

## Premios y reconocimientos
- 1982: Premio Auszeichnung (summa cum laude) por la tesis de doctorado.
- 1988: Best Paper Award AAECC-6 (junto con L. Caniglia y A. Galligo).
- 1991: Premio Subsidio a la Investigación Fundación Antorchas.
- 1997: Journal of Complexity Best Paper Award  (junto con B. Bank, M. Giusti y G. Mbakop).
- 2003: Diploma al Mérito en Ciencia y Tecnología de la Fundación Konex en el área de Ingeniería Electrónica, Comunicación e Informática.[28]
- 2013: Journal of Complexity Best Paper Award (junto B. Kuijpers y A. Rojas Paredes).